# A Little Child Shall Lead Them
Pour plus de détails, voir Fiche technique et Distribution.
A Little Child Shall Lead Them est un film muet américain réalisé par Lem B. Parker et sorti en 1913.

## Fiche technique
- Titre : A Little Child Shall Lead Them
- Réalisation : Lem B. Parker
- Scénario : M.B. Gardner
- Producteur :  William Selig
- Société de production : Selig Polyscope Company
- Société de distribution : General Film Company
- Pays d'origine :  États-Unis
- Langue : Anglais
- Format : Noir et blanc — 35 mm — 1,33:1 — Muet
- Genre : Film dramatique
- Durée : 10 minutes
- Dates de sortie : 
  - États-Unis : 23 janvier 1913
  - Royaume-Uni : 13 avril 1913

## Distribution
- Harold Lockwood : David Brant
- Kathlyn Williams : Helen Brant
- Baby Lillian Wade : Baby Brant
- Henry Otto : Frank Peyton
- Daisy Prideaux : la gouvernante